# Андреа Аматі
Андре́а Ама́ті (1510—1577) — італійський скрипковий майстер, засновник школи Аматі, новатор.

## Життєпис

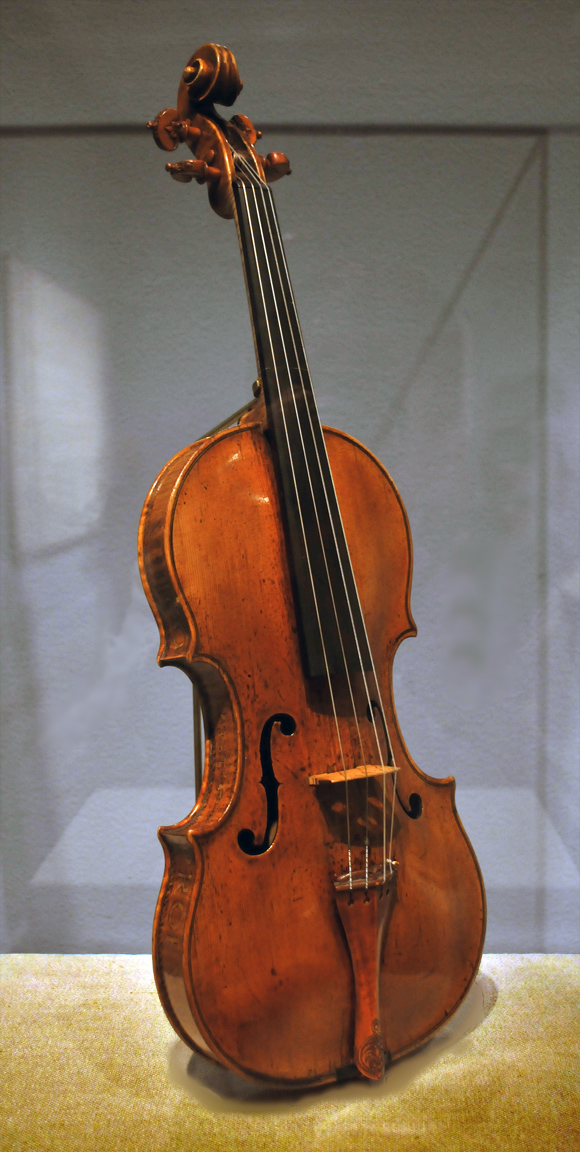
Скрипка Андреа Аматі

Народився у місті Кремона (північна Італія) у родині Готтардо Аматі, скрипкового майстра. Проте якихось значних відомостей щодо нього невідомо. З 1526 року працював у майстерні Джованні Мартіненго, де вчився виготовленню скрипкових інструментів, зокрема лютні. У 1539 році ім'я Андреа Аматі вже зазначається у міських записах як ремісника, а з 1546 року він вже отримує право ставити своє прізвище на вироблені ним інструменти. Андреа Аматі пройшов курс навчання у виробника віол Д. дель Буссето й після цього разом із своїм братом Антоніо відкриває власну майстерню.
Незабаром слава та відомості щодо інструментів, які вироблялися Андреа Аматі та його братом, розійшлася по всій Європі. Його запрошує до себе король Франції Карл IX. На замовлення французького короля Андреа Аматі виготовляє 38 інструментів для ансамблю «24 скрипки короля», зокрема дискантові та тенорові скрипки.
Помер Андреа Аматі 24 грудня 1577 року в Кремоні.

## Особливість скрипок Андреа Аматі
Андреа Аматі виготовляв скрипку класичного типу: форма корпусу не дуже велика, менш значна опуклість дек, більш вузька талія, підкорочені красиві ефи та крута заркучена голівка. Усі пропорції подовжені та витончені. Андреа Аматі вперше з майстрів почав суворо слідкувати за підбором деревини (хвилястий клен, ялина) та тоном лаку, який повен був бути світлішим, ніж це було прийнято до того (темно-жовтий з бронзовим й червоним відтінком). Це зовнішні прояви інструментів.
Головне, чого досяг Андреа Аматі — це м'яке, надзвичайно красиве звучання скрипки, яке наближалося до жіночого сопрано.

## Родина
- Одружився у 1535 році (ім'я невідоме)

Діти:
- Антоніо (1555—1640)
- Джироламо (1556—1630)

## Джерела

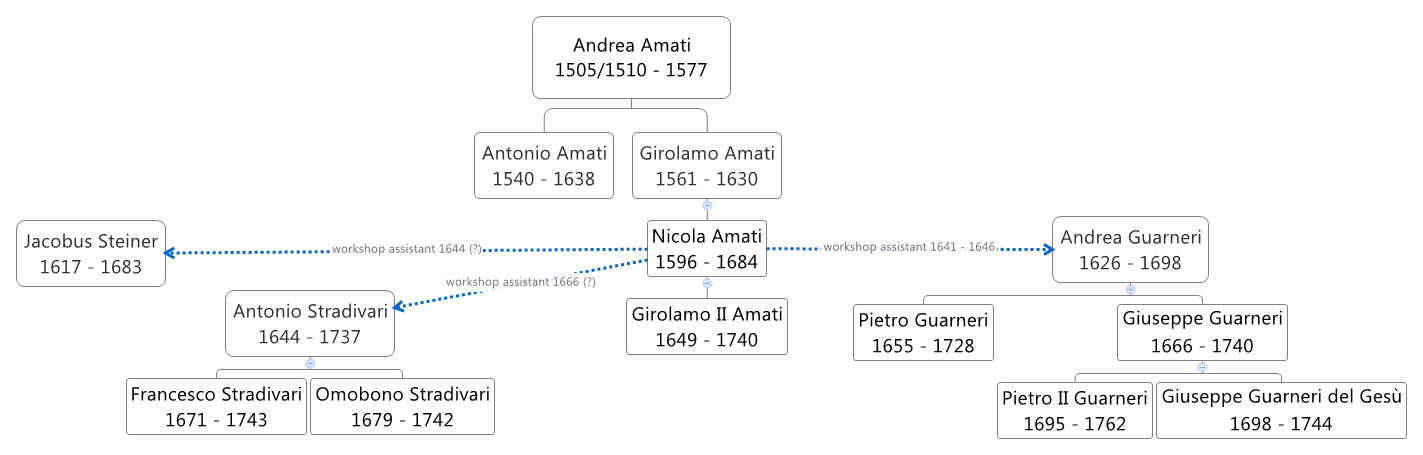
Учні Андреа Аматі